# Xiuhtecuhtli

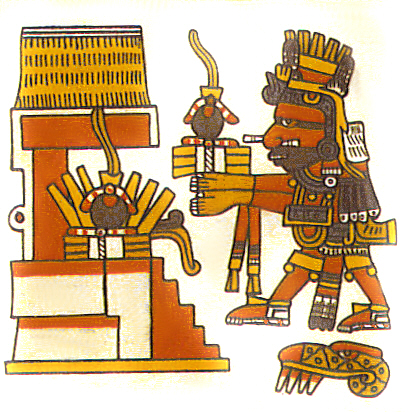
Zeul aztec Xiuhtecuhtli, conform reprezentării sale din Codex Borgia.

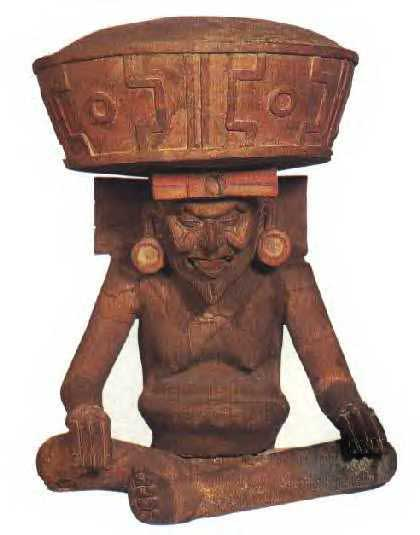
Statuie a lui Huehueteotl, un alt nume al zeului aztec Xiuhtecuhtli, din Tijuana, Mexic

Xiuhtecuhtli („Stăpânul / Zeul turcoaz”), numit și Ixcozauhqui sau Cuezaltzin („flacără”), uneori considerat și Huehueteotl („zeul bătrân”), a reprezentat în mitologia aztecă personificarea vieții după moarte, căldura focului, lumina în întuneric și mâncarea pe timpul foametei.
A fost adesea reprezentat având o față roșie sau galbenă și cu un vas asemănător unei cădelnițe deasupra capului. Soția sa era Chalchiuhtlicue. Xiuhtecuhtli este o manifestare a lui Ometecuhtli, zeul dualității.